# Джеффрі де Гевіленд
Джеффрі де Гевіленд (англ. Sir Geoffrey de Havilland; 27 липня 1882, Хай-Уіком, Бакінгемшир — 21 травня 1965, Вотфорд, Хартфордшир) — британський авіаконструктор, льотчик-випробувач і підприємець, засновник de Havilland Aircraft Company. Двоюрідний брат оскарівських лауреаток Олівії де Гевіленд і Джоан Фонтейн.